# Civilno policijski odnosi
Civilno policijski odnosi opisujejo odnos med civilisti, kot celoto (torej narodom) in policijskimi enotami, ki jih zaposluje vlada države. Policisti so uslužbenci organov pregona, katerih naloga je zagotavljanje miru v družbi. Med vsemi drugimi javnimi uslužbenci je prav policija tista, ki ima največ stika s civilisti in tako posledično tesno vplivajo na življenje le teh. Civilisti in policisti se drug na drugega zanašajo, da bi ohranili harmoničnost družbe. Čeprav je v interesu obeh strani, da med seboj dobro sodelujeta, pa ta odnos med njima ni vedno tako harmoničen. Od države do države in seveda od prebivalcev teh držav (civilistov) ter policije je odvisno, kakšen je ta odnos med njimi. Odnosi so tako zelo raznoliki in zapleteni. Med njimi ni neke splošne enotne vzporednosti.
Obstaja teorija, ki kaže na to, da je policija tista, ki odraža prepričanja in vrednote družbe, zato naj bi bili civilisti pravzaprav tisti, ki postavijo osnovna merila za odnose med civilno in policijsko skupnostjo. Vsaka policijska sila oziroma vsaka policijska enota ima malenkost drugačen policijski slog oziroma način izvajanja policijskih nalog in pooblastil, posledica česar so potem te razlike v civilno-policijskih odnosih. V osnovi imajo civilisti raje policijske enote, ki dobro sodelujejo z njimi, ki so bolj »človeški«, kot pa policijske enote, ki imajo zelo intenziven vojaški način opravljanja in izvajanje svojega dela.

Odnosi med civilisti in policisti so povezani ali pa se vsaj stikajo na mnogih področji, na primer na področju prava in politologije, kriminologije, kazenskega pravosodja, filozofije, sociologije, ekonomije, psihologije, zgodovine. Številne teme in vprašanja na teh področjih se preučujejo v okviru koncepta civilno-policijskega odnosa, vključno z legitimnostjo policije, javno upravo, vloga policije v družbi, demokratičnost policije, rasne razlike, družbeni standardi.
Policijsko delo naj bi bilo neločljivo povezano s politiko, saj policija deluje po navodilih in ukazih tiste vlade, ki je na oblasti (spada torej pod njeno oblastjo). Prav zaradi tega pravijo, da naj bi bili civilno policijski odnosi ogledalo odnosa med civilisti in trenutno vlado na oblasti. Kar nenazadnje pomeni, da so civilno policijski odnosi odraz oziroma merilo demokratičnosti posamezne države. 

## Zgodovina
V anglosaški dobi je bil kralj tisti, ki je prevzel vlogo vrhovnega poveljnika policije. Glavna naloga takratne policije je bila zagotoviti mir in red v družbi. Takrat vladajoči monarh v Angliji je rekel, da si želi, da bi bila policija lokalna in enotna in to so še danes zaželene lastnosti v policiji.
Civilisti so bili običajno podrejeni monarhu in njegovim najbližjim sodelavcem, in so ubogljivo upoštevali navedena pravila in predpise. Naredili so tisto, kar jim je bilo rečeno, saj je bil položaj policije takrat zelo avtoritaren. Takrat med policisti in civilisti ni bilo zaznati večjih trenj in napetosti, saj civilisti niti niso imeli veliko možnosti, da bi se uprli kakršnim koli predpisom, ki so takrat veljali.
Bolj uradno zgodovino policijskih sil je moč zaslediti v letu 1800 v Združenem kraljestvu in drugih evropskih državah. Vloga policije ter njene dolžnosti in odgovornosti so se takrat nenehno spremljala in na novo opredeljevala, pri tem pa se njena primarna naloga, ohranjanje miru v družbi, ni spreminjala. Obstajajo trije modeli policijskih sil, ki jih je bil priznan velik vpliva na oblikovanje sedanjega modela policijskega dela:
1. Francoski model z dvojno, vojaško in civilno funkcijo,
2. Irski model – pretežno državni vojaški model in
3. Britanski državni civilni model, ki je bil podaljšek Irskega modela.

Vsi trije modeli so se razvijalo, Britanski model policije, za katerega je značilno, da se namerno razlikuje od vojske, pa so sprejele in vpeljale v svoj način delovanja številne države, tudi Združene države Amerike.
V začetku dvajsetega stoletja so na Škotskem civilisti in policisti imeli zelo individualiziran in oseben odnos. Za vzdrževanje miru so se zanašali na medsebojno zaupanje. Do konca dvajsetega stoletja pa je policija že vzpostavila bolj formalne odnose s civilisti, pri čemer je več poudarka dala na postopke.

## Sodobni odnosi
Odnosi med civilisti in policijo se v posameznih državah razlikujejo. Za demokratične države z bolj liberalnimi pogledi je tako na primer bolj verjetno, da bodo civilisti s policijskimi silami v bolj prijateljskih odnosih. Zgodi pa se, da imajo tudi znotraj posamezne države, različne skupnosti različne odnose s policijo. Najbolj na obliko odnosa vplivajo številni dejavniki znotraj same skupnosti, na primer, kulturni, družbeni in ekonomski.
Čeprav je splošno jasno in razumljeno, da naj bi policija služila civilistom, je bilo precej sporov glede tega, komu naj bi dejansko res služila. V Združenih državah Amerike obstajajo pomisleki, saj se policija pri njih vedno bolj militarizira in celo privatizira. V današnjih časih je policija zbrala ker precej negativne medijske pozornosti (na primer, usodno policijsko streljanje, nepravilno ravnanje na javnih protestih, rasna in etnična diskriminacija), kar je poslabšalo civilno policijske odnose, saj so taka dejanja v veliki meri prispevala k večjemu nezaupanju civilistov v policiste.
Tisk in mediji imajo dandanes več svobode, civilisti pa v sodobnem času tudi več pravic in tako tudi več mnenj o tem, kaj menijo o delovanju policije. V demokratični družbi se civilisti niso več slepo pripravljeni podrejati pravilom in predpisom, ki naj bi jih upoštevali. Zahtevajo preglednost in odgovornost vseh, zlasti pa tistih, ki imajo v rokah oblast. Policija pogosto zaničuje stališča civilistov in trdi, da je njihovo delo nehvaležno in močno podcenjeno. Smer oziroma način, na katerega deluje policija, je skoraj vedno nadzorovan in odrejan od zunaj in tako sama nima nobenih izrednih pooblastil.

## Polemike
Število smrtnih primerov povezanih z delovanjem policije, se stopnjuje v več državah. Predvsem v Združenih državah Amerike, smrti, povezane s policijo, pogosto dobijo mednarodno medijsko pozornost, kar še dodatno zaznamuje podobo policije na mednarodni ravni. Prav zaradi naraščanja policijskega streljanja so se odnosi med civilisti in policijo še dodatno zaostrili.
Vse bolj zaskrbljujoče je tudi ravnanje policije v primerih uporabe policijske sile – ali je uporaba sile pravična in sorazmerna ter ali je samo ravnanje s civilisti pravično in spoštljivo. Naraščanje števila smrtnih žrtev v primerih, kjer je vpletena policija, je vplivalo na rasno profiliranje in politične napetosti v Združenih državah Amerike, to pa je zelo negativno vplivalo na to, da je civilna perspektiva policije močno negativna. Statistično je dokazano, da so manjšine tiste, ki so veliko bolj v nevarnosti, da bodo žrtve policijskih pobojev.
Veliko odmevnih primerov, v katerih je v ospredju policijsko nasilje, je civiliste travmatiziralo in privedlo do tega, da so do policije še bolj nezaupljivi. To pa ovira ohranjanje miru v družbi. Nekateri odmevni dogodki, ki pomagajo opredeliti sodobne odnose med obema stranema v današnjem času so: gibanje Black Lives Matter, policijski uboj Browna, policijski umor Erica Garnerja, primer Baltimor in še mnogi drugi. Ti spori so ugled nekoč spoštovane in pravične policije zmanjšali na podobo takih, ki zlorabljajo moč in oblast in so se tako izneverili ravno tistim, ki bi jih po dolžnosti morali varovati in ščititi.

## Po svetu
Tudi drugje po svetu obstajajo države, ki imajo nestabilne odnose med policijo in civilisti, med njimi veja izpostaviti Hong Kong, Izrael in Filipine. V teh državah je prišlo do pomembnega premika glede tega, kako javnost gleda na policijo.

### Hong Kong
V Hongkongu je bilo policijsko nasilje, pred vzpostavitvijo gibanja Occupy Central, redek pojav, policija pa je bila  v splošnem zelo spoštovana. Occupy Central je eno najodmevnejših gibanj civilne neposlušnosti v Hongkongu. Po vzpostavitvi tega gibanja pa so se odnosi med civilisti in policisti močno poslabšali. Študentsko gibanje je pozvalo k volilnemu sistemu v Hongkongu, pri katerem nebi bilo vpliva Kitajske. Policijska uporaba solzivcev in drugih oblik brutalnega ravnanja je privedla do splošnega soglasja med civilisti, da ima vlada preveliko moč in vpliv nad policijo, čeprav zakon sam prepoveduje celini, da bi se vpletala oziroma da bi posegala v lokalne zadeve kazenskega pregona v Hongkongu. Poleg tega pa je bilo sedem policistov obtoženih zaradi namerne povzročitve hudih telesnih poškodb protestniku Kenu Tsangu v gibanju Occupy Central. Ta incident policijske brutalnosti je v Hongkongu pritegnil veliko pozornost, saj je bila ta brutalnost posneta na kaseti, ki  jo je televizija Broadcast Limited predvajala vsej hongkonški javnosti. Ta je takrat ostro obsodila policijo zaradi zlorabe pooblastil, policija je takrat pridobila zelo negativen ugled. Policija se je na to odzvala z razočaranjem in dejala, da so bili zaradi nekaterih osamljenih incidentov nepravično obravnavani (nekateri so njihova dejanja primerjali z nacističnim ravnanjem z Judi). Policijska skupnost se je takrat zbrala, da bi protestirala proti tem obtožbam in izkazala podporo tem sedmim obsojenim policistom. Številni odmevni pro-pekinški politiki so se odločili javno obsoditi obsodbo sedmih policistov, kar so podprli z obrazložitvijo, da je bil Tsang tisti, ki je policijo provociral in si zaradi tega to zaslužil.
Po naraščanju obsežnih protestov, je bil ustanovljen nov policijski oddelek, katerega naloga je bila obravnavanje dejavnosti, ki so jih povzročili javno dogodki in nesreče. Številni poslanci in aktivisti so se bali, da bo to še poslabšalo civilno policijske odnose.
Odnose pa so še močneje skrhali protesti leta 2019. Takrat so ljudje protestirali proti zakonu o izročitvi. Potem, ko so protestniki prebili policijsko linijo in začeli metati predmete na policijo, se je policija odzvala s sprožitvijo ogromen količine solzivca in izstreljevanjem gumijastih nabojev. Javnost je takrat ponovno obsodila raven uporabe sile, s katero je policija razgnala protestnike, Amnesty International pa je ravnanje policije takrat označil za kršitev mednarodnega prava, saj je policija uporabila odvečno nasilje za ravnanje z miroljubnimi protestniki. Neki novinar je, ravno v trenutku, ko je policist vanj sprožil solzivec, to tudi posnel, ob novinarju pa takrat sploh ni bilo nobenega protestnika. Zaradi tega dogodka je takratni hongkonški nadzornik za pritožbe vložil ovadbo proti policiji zaradi kršitve hongkonškega temeljnega zakona. Novinarji so potem takrat proti takšnim policijskim ukrepom protestirali z udeležbo na tiskovni konferenci, ki jo je imel glavni policijski komisar v zvezi z protesti. Novinarji so na tem protestu nosili zaščitne jopiče, čelade in plinske maske. Po reakciji javnosti zaradi pretirane uporabe nasilja in označevanja protestov za izgred je policija v poznejših protestih opazno uporabila manj sile in na tiskovni konferenci priznala, da je bila večina protestnikov mirnih, zato protesti ne morejo imenovati nemiri.

### Izrael
Tudi izraelska javna podpora lastni policiji upada. Ko se izraelska policija vse bolj aktivno vključuje v boj proti terorizmu, izraelski civilisti težko ločijo med policijo in vojsko. V preteklosti sta tako policija kot vojska s civilisti imeli vsak svoje odnose – policija je imela bolj skupnostne odnose, vojska pa je bila bolj avtoritarna, sedaj pa prihaja do vprašanja, kje stojijo civilno vojaški odnosi ta trenutek. Civilisti so kritični do neposredne bližine med policijo in policijskim delom in militarizacijo v Izraelu. Močna vpletenost izraelske policije v boj proti terorizmu je bila deležna močne obsodbe s strani civilistov, saj zanemarjajo glavne policijske naloge (ukvarjanje z lokalnimi vsakodnevnimi problemi). Vključenost policije v boj proti terorizmu je v Izraelu tako pomembna, da ima programe izmenjave z drugimi državami za usposabljanje in izpopolnjevanje svojih policijskih strategij v boju proti terorizmu. Javnost postaja tako vedno bolj zaskrbljena, do policije pa vedno bolj nezaupljiva in sumničava zaradi njenega močnega stališča do protiterorističnega policijskega dela.

### Filipini
Na Filipinih je policija v raciji proti drogam, pod vodstvom predsednika Duterteja, ubila več kot 5000 Filipincev, vključno z otroki.  Med drugim je bila policija obtožena tudi spolnega nasilja, ponarejanja kriminalnih dejanj, nezakonitih pobojev, nastavljanja dokazov in celo ropanja hiš žrtev. Policijske akcije proti drogam so privedle do skokovitega porasta smrtnih žrtev zaradi prekomerne uporabe policijske sile. Posledice takšnih operacij so močno zaznamovale odnose med civilisti in policijo, javnost ostaja nezaupljiva. Policiji se močno očita zloraba oblasti, sploh v koleraciji s civilisti – zatiranje revnih pod krinko izvrševanja zakonov.

### Slovenija
V Sloveniji se na Fakulteti za družbene vede periodično opravljajo javnomnenjske raziskave, tudi na področju zaupanja prebivalcev v institucije, v tem primeru na področju zaupanja v delo policije. V začetku leta 2008 (februar) je bilo zaupanje v policijo ocenjeno nekje v zlati sredini – 3.15 (na lestvici od 1 do 5, pri čemer 1 pomeni ne zaupamo in 5 popolnoma zaupamo). Čez leto je potem to zaupanje malenkost upadlo, novembra leta 2009 pa spet naraslo na 3.17. Med letoma 2010 in 2012 je prihajalo do nihanj zaupanja po posameznih mesecih, najmanj zaupanja je bila policija deležna v marcu in maju leta 2011 (2.92), največ pa v mescu juniju 2012 – kar 3.22, ta številka pa je kasneje spet malenkost upadla. Iz zgoraj navedenih podatkov je razvidno, da je delež tistih, ki zaupajo v policijo vedno višji od deleža tistih, ki v policijo ne zaupajo.
V letu 2016 je bila izvedena javnomnenjska raziskava o ocenah in stališčih prebivalcev Slovenije v delo policije. Rezultati te raziskave so pokazale, da prebivalci relativno dobro ocenjujejo delo policije in odnose med policisti in prebivalci, policiji zaupajo in so z njo zadovoljni. Policiji je takrat zaupalo 69,7 % vseh sodelujočih.
Prav tako je bila leta 2019 v Sloveniji narejena analiza kakovosti odnosa med policisti in prebivalci v Sloveniji. Tudi ta raziskava je zaupanje civilnega prebivalstva v policijo ocenila nekoliko nad 3, kar naj bi prikazovalo precej nevtralno oziroma lahko tudi že pozitivno zaznavo policije in vzajemnega spoštovanja med policijo in civilisti. Prebivalci tako svoj odnos s policisti zaznavajo kot pozitivnega.
V splošnem je torej razvidno, da je zaupanje v delo policije s strani prebivalcev s Sloveniji precej konstantno in v večini primerov pozitivno. Obstaja sicer še kar nekaj manevrskega prostora za izboljšave odnosov policije do civilnega prebivalstva in seveda tudi obratno.